# Franzburgo
Franzburgo (en alemán: Franzburg, pronunciación: /ˈfʁant͡sˌbʊʁk/ⓘ) es un municipio situado en el distrito de Pomerania Occidental-Rügen, en el estado federado de Mecklemburgo-Pomerania Occidental (Alemania), a una altitud de 20 metros. Su población a finales de 2016 era de 1400 habs. y su densidad poblacional, 92 hab/km².